# Libuše Průšová
Libuše Průšová (13 juli 1979) is een tennisspeelster uit Tsjechië.
In 2003 speelde ze op het Australian Open en op Roland Garros haar eerste grandslamtoernooien. In het enkelspel kwam ze tot viermaal toe niet voorbij de eerste ronde, maar in het dubbelspel behaalde ze met Maret Ani in 2004 de halve finale. Op de Olympische Spelen van 2004 speelde zij samen met Barbora Strýcová in het damesdubbelspeltoernooi.